# Matthias Braumandl
Matthias Braumandl (* 22. November 1829 in Grafenau-Grubmühl; † 8. März 1906 in Straubing) war ein deutscher Orgelbauer.

## Leben
Matthias Braumandl war in der Werkstatt von Anton Ehrlich tätig. Er heiratete am 22. April 1863 in St Jakob die Wörther Schneiderstochter Walburga Schmid, gründete eine Orgelwerkstatt, übernahm vorwiegend Reparaturen und baute nach seiner Einbürgerung 1876 nur Kleinorgeln. Sein Sohn Franz Xaver Braumandl († 1879) war ebenfalls in der Werkstatt tätig. Matthias Braumandl unterlag dem Konkurrenzdruck mit dem ortsansässigen Jakob Schmid (1848–1918), welcher der letzte Orgelbauer in Staubing war.

## Werkliste (Auswahl)
| Jahr | Ort                  | Gebäude       | Bild | Manuale | Register | Bemerkungen            |
| ---- | -------------------- | ------------- | ---- | ------- | -------- | ---------------------- |
| 1874 | Untervilslern        | St. Ulrich    |      | I/P     | 6        | nicht erhalten → Orgel |
| 1879 | Dengling (Mötzing)   | St. Markus    |      | I/P     | 5        | weitgehend erhalten    |
| 1885 | Taimering (Riekofen) | St. Margareta |      | I/P     | 7        |                        |